# Ornithogalum subcoriaceum
Ornithogalum subcoriaceum là một loài thực vật có hoa trong họ Măng tây. Loài này được L.Bolus mô tả khoa học đầu tiên năm 1934.